# Anders Sundelin
Anders Sundelin, född 1948 i Örnsköldsvik, är en svensk reporter och författare. Han är bror till framlidne Arne Sundelin.
Anders Sundelin var under en tid reporter på SKP:s tidning Gnistan.

## I debatt om upphovsrätt
Sundelin sade i augusti 2023 att två teatrar hade stulit fakta ur hans böcker utan att fråga honom om lov eller ange honom som referens. Sundelin krävde en ursäkt, att man skulle informera teaterbesökarna att uppsättningen hade använt sig av hans bok, samt ekonomisk kompensation. Sundelin fick medhåll av Författarförbundets ordförande Grethe Rottböll som sade att problemet var vanligt förekommande bland förbundets medlemmar. Hon sade att alla som arbetar med upphovsrätt behövde utbildas. Teaterchefen för Västmanlands teater Niklas Hjulström svarade att teatern hade gjort sin egen research och att man inte kan äga en historisk händelse.